# Lucicutia lucida
Lucicutia lucida is een eenoogkreeftjessoort uit de familie van de Lucicutiidae. De wetenschappelijke naam van de soort is voor het eerst geldig gepubliceerd in 1908 door Farran.